# Llista de topònims de Santa Maria de Palautordera
Llista de topònims (noms propis de lloc) del municipi de Santa Maria de Palautordera, al Vallès Oriental
Informació actualitzada per un bot. Els canvis manuals es perdran quan s'actualitzi!

## casa
| imatge | Nom                                          | Ubicat a                    | instància de               | Detalls                                     | coordenades                                                                                     | Protecció                   | Commons (més fotos)                                                 | Dades a WD                    |
| ------ | -------------------------------------------- | --------------------------- | -------------------------- | ------------------------------------------- | ----------------------------------------------------------------------------------------------- | --------------------------- | ------------------------------------------------------------------- | ----------------------------- |
|        | Ca la Manelica                               | Santa Maria de Palautordera | casa                       | Estil: arquitectura modernista              | 41° 41′ 21″ N, 2° 26′ 37″ E / 41.689277°N,2.443504°E ca:Avinguda Barcelona, 1                   | bé cultural d'interès local | Ca la Manelica                                                      | Modifica les dades a Wikidata |
|        | Cal Campaner                                 | Santa Maria de Palautordera | casa                       |                                             | 41° 41′ 32″ N, 2° 26′ 44″ E / 41.69230555555555°N,2.4455277777777775°E ca:C. Nou, 3             | bé cultural d'interès local | Cal Campaner (Santa Maria de Palautordera)                          | Modifica les dades a Wikidata |
|        | Cal Ferrer                                   | Santa Maria de Palautordera | casa                       | Estil: gòtic tardà 16th century             | 41° 41′ 34″ N, 2° 26′ 40″ E / 41.692844°N,2.44441°E ca:Pl. Major, 2                             | bé cultural d'interès local | Cal Ferrer (Santa Maria de Palautordera)                            | Modifica les dades a Wikidata |
|        | Cal Peroler                                  | Santa Maria de Palautordera | casa                       | 17th century                                | 41° 41′ 32″ N, 2° 26′ 42″ E / 41.692343°N,2.445002°E ca:Plaça de Santa Maria, 3-4               | bé cultural d'interès local | Cal Peroler (Santa Maria de Palautordera)                           | Modifica les dades a Wikidata |
|        | Cal Pou                                      | Santa Maria de Palautordera | casa                       | 17th century                                | 41° 41′ 32″ N, 2° 26′ 42″ E / 41.692231°N,2.444881°E ca:Pl. de Santa Maria, 5-6                 | bé cultural d'interès local | Cal Pou (Santa Maria de Palautordera)                               | Modifica les dades a Wikidata |
|        | Cal Rosset                                   | Santa Maria de Palautordera | casa                       | 17th century                                | 41° 41′ 32″ N, 2° 26′ 41″ E / 41.692256°N,2.444803°E ca:Pl. de Santa Maria, 8 206 msnm          | bé cultural d'interès local | Cal Rosset (Santa Maria de Palautordera)                            | Modifica les dades a Wikidata |
|        | Can Boixeda                                  | Santa Maria de Palautordera | casa                       | Estil: arquitectura eclèctica 19th century  | 41° 41′ 26″ N, 2° 26′ 27″ E / 41.690555555556°N,2.4408333333333°E ca:Carrer Mas de Can Sala, 38 | bé cultural d'interès local | Can Boixeda (Santa Maria de Palautordera)                           | Modifica les dades a Wikidata |
|        | Can Costa                                    | Santa Maria de Palautordera | casa                       | 20th century                                | 41° 41′ 38″ N, 2° 26′ 38″ E / 41.693935°N,2.443806°E ca:C. Major, 42                            | bé cultural d'interès local | Can Costa (Santa Maria de Palautordera)                             | Modifica les dades a Wikidata |
|        | Can Cuadras                                  | Santa Maria de Palautordera | casa                       | Estil: gòtic flamíger 16th century          | 41° 41′ 36″ N, 2° 26′ 41″ E / 41.693344°N,2.444737°E ca:C. Major, 10-12 208 msnm                | bé cultural d'interès local | Can Cuadras                                                         | Modifica les dades a Wikidata |
|        | Can Garriga                                  | Santa Maria de Palautordera | casa                       | Estil: arquitectura popular                 | 41° 41′ 37″ N, 2° 26′ 40″ E / 41.693513°N,2.444534°E ca:Carrer Major, 14 / Carrer Morató        | bé cultural d'interès local | Can Garriga (Santa Maria de Palautordera)                           | Modifica les dades a Wikidata |
|        | Can Joan Moreno                              | Santa Maria de Palautordera | casa                       | 16th century                                | 41° 41′ 32″ N, 2° 26′ 44″ E / 41.692306°N,2.44555°E ca:C. Nou, 5                                | bé cultural d'interès local | Can Joan Moreno                                                     | Modifica les dades a Wikidata |
|        | Can Let                                      | Santa Maria de Palautordera | casa                       | 20th century                                | 41° 41′ 36″ N, 2° 26′ 41″ E / 41.693198°N,2.444589°E ca:Pl. Major, 9                            | bé cultural d'interès local | Can Let (Santa Maria de Palautordera)                               | Modifica les dades a Wikidata |
|        | Can Maduixa                                  | Santa Maria de Palautordera | casa                       | 16th century                                | 41° 41′ 32″ N, 2° 26′ 44″ E / 41.692281°N,2.445528°E ca:C. Nou, 15                              | bé cultural d'interès local | Can Maduixa                                                         | Modifica les dades a Wikidata |
|        | Can Morató                                   | Santa Maria de Palautordera | casa                       | Estil: arquitectura eclèctica 20th century  | 41° 41′ 38″ N, 2° 26′ 37″ E / 41.693876°N,2.443626°E ca:C. Major, 37                            | bé cultural d'interès local | Can Morató (Santa Maria de Palautordera)                            | Modifica les dades a Wikidata |
|        | Can Pere Coromines Saurí                     | Santa Maria de Palautordera | casa                       | Estil: arquitectura eclèctica               | 41° 41′ 35″ N, 2° 26′ 42″ E / 41.692947°N,2.444869°E                                            | bé cultural d'interès local | Plaça Major, 20 (Santa Maria de Palautordera)                       | Modifica les dades a Wikidata |
|        | Can Ramicando                                | Santa Maria de Palautordera | casa                       | 17th century                                | 41° 41′ 32″ N, 2° 26′ 43″ E / 41.692359°N,2.445405°E ca:C. Nou, 9 205 msnm                      | bé cultural d'interès local | Can Ramicando                                                       | Modifica les dades a Wikidata |
|        | Can Rusques                                  | Santa Maria de Palautordera | casa                       | 16th century                                | 41° 41′ 39″ N, 2° 26′ 36″ E / 41.694225°N,2.443316°E ca:C. Major, 60 209 msnm                   | bé cultural d'interès local | Can Rusques (Santa Maria de Palautordera)                           | Modifica les dades a Wikidata |
|        | Can Salvanyà                                 | Santa Maria de Palautordera | casa                       | 18th century                                | 41° 41′ 40″ N, 2° 26′ 53″ E / 41.694473°N,2.447997°E ca:C. de la Creu, 52 204 msnm              | bé cultural d'interès local | Can Salvanyà (Santa Maria de Palautordera)                          | Modifica les dades a Wikidata |
|        | Can Sis Dits                                 | Santa Maria de Palautordera | casa                       | 16th century                                | 41° 41′ 39″ N, 2° 26′ 36″ E / 41.694087°N,2.443344°E ca:C. Major, 49 210 msnm                   | bé cultural d'interès local | Can Sis Dits                                                        | Modifica les dades a Wikidata |
|        | Can Xarric                                   | Santa Maria de Palautordera | casa                       | 17th century                                | 41° 41′ 33″ N, 2° 26′ 43″ E / 41.692385°N,2.445353°E ca:C. Nou, 7                               | bé cultural d'interès local | Can Xarric (Santa Maria de Palautordera)                            | Modifica les dades a Wikidata |
|        | Can Xena                                     | Santa Maria de Palautordera | casa                       | 18th century                                | 41° 41′ 34″ N, 2° 26′ 43″ E / 41.692669°N,2.445272°E ca:C. del Peix, 12                         | bé cultural d'interès local | Can Xena                                                            | Modifica les dades a Wikidata |
|        | Casa Pinell                                  | Santa Maria de Palautordera | casa                       | 20th century                                | 41° 41′ 32″ N, 2° 26′ 40″ E / 41.692356°N,2.444571°E ca:Pl. de Santa Maria, 12                  | bé cultural d'interès local | Casa Pinell (Santa Maria de Palautordera)                           | Modifica les dades a Wikidata |
|        | Cases unifamiliars al passeig del Remei, 2-6 | Santa Maria de Palautordera | casa habitatge unifamiliar | Estil: arquitectura modernista              | 41° 41′ 41″ N, 2° 26′ 34″ E / 41.694722222222°N,2.4427777777778°E ca:Passeig del Remei, 2-6     | bé cultural d'interès local | Cases unifamiliars al passeig del Remei, 2-6                        | Modifica les dades a Wikidata |
|        | Torre Deo                                    | Santa Maria de Palautordera | casa                       | Estil: noucentisme 20th century             | 41° 41′ 28″ N, 2° 26′ 36″ E / 41.691165°N,2.44328°E ca:Pg. de l'Estatut, 14 - c. Olot, 7        | bé cultural d'interès local | Torre Deo                                                           | Modifica les dades a Wikidata |
|        | Torre de Sant Josep                          | Santa Maria de Palautordera | casa                       | Estil: arquitectura popular                 | 41° 41′ 49″ N, 2° 26′ 18″ E / 41.696827°N,2.438301°E                                            | bé cultural d'interès local | Torre de Sant Josep (Santa Maria de Palautordera)                   | Modifica les dades a Wikidata |
|        | cal Violí                                    | Santa Maria de Palautordera | casa                       | Estil: gòtic tardà 16th century             | 41° 41′ 36″ N, 2° 26′ 41″ E / 41.693196°N,2.44477°E ca:Pl. Major, 11 208 msnm                   | bé cultural d'interès local | Cal Violí                                                           | Modifica les dades a Wikidata |
|        | habitatge a la plaça Major, 7                | Santa Maria de Palautordera | casa                       | 17th century                                | 41° 41′ 35″ N, 2° 26′ 41″ E / 41.692995°N,2.444584°E ca:Pl. Major, 7                            | bé cultural d'interès local | Habitatge a la plaça Major, 7 (Santa Maria de Palautordera)         | Modifica les dades a Wikidata |
|        | habitatge a la plaça Major, 8                | Santa Maria de Palautordera | casa                       | 17th century                                | 41° 41′ 35″ N, 2° 26′ 41″ E / 41.693056°N,2.444631°E ca:Pl. Major, 8                            | bé cultural d'interès local | Habitatge a la plaça Major, 8 (Santa Maria de Palautordera)         | Modifica les dades a Wikidata |
|        | habitatge al carrer Major, 5                 | Santa Maria de Palautordera | casa                       | 17th century                                | 41° 41′ 36″ N, 2° 26′ 40″ E / 41.693368°N,2.444513°E ca:C. Major, 5                             | bé cultural d'interès local | Habitatge al carrer Major, 5 (Santa Maria de Palautordera)          | Modifica les dades a Wikidata |
|        | habitatge al carrer de la Creu, 20           | Santa Maria de Palautordera | casa                       | 19th century                                | 41° 41′ 38″ N, 2° 26′ 47″ E / 41.693768°N,2.446492°E ca:C. de la Creu, 20                       | bé cultural d'interès local | Habitatge al carrer de la Creu, 20 (Santa Maria de Palautordera)    | Modifica les dades a Wikidata |
|        | habitatge al carrer de la Creu, 22           | Santa Maria de Palautordera | casa                       | 19th century                                | 41° 41′ 38″ N, 2° 26′ 48″ E / 41.693792°N,2.446547°E ca:C. de la Creu, 22                       | bé cultural d'interès local | Habitatge al carrer de la Creu, 22 (Santa Maria de Palautordera)    | Modifica les dades a Wikidata |
|        | habitatge al carrer de la Creu, 24           | Santa Maria de Palautordera | casa                       | 19th century                                | 41° 41′ 38″ N, 2° 26′ 48″ E / 41.693802°N,2.446549°E ca:C. de la Creu, 24                       | bé cultural d'interès local | Habitatge al carrer de la Creu, 24 (Santa Maria de Palautordera)    | Modifica les dades a Wikidata |
|        | habitatge al carrer de la Creu, 35           | Santa Maria de Palautordera | casa                       | 19th century                                | 41° 41′ 39″ N, 2° 26′ 48″ E / 41.694063°N,2.446775°E ca:C. de la Creu, 35                       | bé cultural d'interès local | Habitatge al carrer de la Creu, 35 (Santa Maria de Palautordera)    | Modifica les dades a Wikidata |
|        | habitatge al carrer del Peix, 16             | Santa Maria de Palautordera | casa                       | 20th century                                | 41° 41′ 34″ N, 2° 26′ 43″ E / 41.692728°N,2.4453°E ca:C. del Peix, 16                           | bé cultural d'interès local | Habitatge al carrer del Peix, 16 (Santa Maria de Palautordera)      | Modifica les dades a Wikidata |
|        | habitatge al passeig del Remei, 40-42        | Santa Maria de Palautordera | casa                       | Estil: arquitectura modernista 20th century | 41° 41′ 45″ N, 2° 26′ 30″ E / 41.695792°N,2.441799°E ca:Passeig del Remei, 40-42                | bé cultural d'interès local | Habitatge al passeig del Remei, 40-42 (Santa Maria de Palautordera) | Modifica les dades a Wikidata |
|        | habitatge al passeig del Remei, 8            | Santa Maria de Palautordera | casa                       | Estil: arquitectura modernista 20th century | 41° 41′ 40″ N, 2° 26′ 34″ E / 41.694542°N,2.442913°E ca:Pg. del Remei, 8                        | bé cultural d'interès local | Habitatge al passeig del Remei, 8 (Santa Maria de Palautordera)     | Modifica les dades a Wikidata |
|        | la Farmàcia                                  | Santa Maria de Palautordera | casa                       | 20th century                                | 41° 41′ 38″ N, 2° 26′ 37″ E / 41.693981°N,2.443704°E ca:C. Major, 44                            | bé cultural d'interès local | La Farmàcia (Santa Maria de Palautordera)                           | Modifica les dades a Wikidata |

## edifici
| imatge | Nom                                     | Ubicat a                    | instància de | Detalls                         | coordenades                                                                                                 | Protecció                                  | Commons (més fotos)                                | Dades a WD                    |
| ------ | --------------------------------------- | --------------------------- | ------------ | ------------------------------- | --- | ------------------------------------------ | -------------------------------------------------- | ----------------------------- |
|        | Antigues escoles                        | Santa Maria de Palautordera | edifici      | Estil: arquitectura modernista  | 41° 41′ 34″ N, 2° 26′ 47″ E / 41.692823°N,2.446288°E ca:Carrer Doctor Robert, 4 - Carrer Consolat de Mar, 1 | bé cultural d'interès local                | Antigues escoles (Santa Maria de Palautordera)     | Modifica les dades a Wikidata |
|        | Cal Coix - Cal Quel                     | Santa Maria de Palautordera | edifici      |                                 | 41° 41′ 04″ N, 2° 26′ 37″ E / 41.68453°N,2.44373°E                                                          | bé cultural d'interès local                |                                                    | Modifica les dades a Wikidata |
|        | Can Bosc                                | Santa Maria de Palautordera | edifici      |                                 | 41° 39′ 39″ N, 2° 27′ 05″ E / 41.66076°N,2.45134°E                                                          | bé cultural d'interès local                |                                                    | Modifica les dades a Wikidata |
|        | Can Flamella                            | Santa Maria de Palautordera | edifici      |                                 | 41° 41′ 54″ N, 2° 26′ 58″ E / 41.69829°N,2.44935°E                                                          | bé cultural d'interès local                |                                                    | Modifica les dades a Wikidata |
|        | Can Formiga                             | Santa Maria de Palautordera | edifici      |                                 | | bé cultural d'interès local                |                                                    | Modifica les dades a Wikidata |
|        | Can Mataró                              | Santa Maria de Palautordera | edifici      | Estil: arquitectura eclèctica   | 41° 41′ 28″ N, 2° 26′ 39″ E / 41.69119°N,2.44408°E ca:Passeig de l'Estatut, 3                               | bé cultural d'interès local                |                                                    | Modifica les dades a Wikidata |
|        | Can Mosterós                            | Santa Maria de Palautordera | edifici      |                                 | 41° 41′ 25″ N, 2° 26′ 53″ E / 41.69039°N,2.44796°E                                                          | bé cultural d'interès local                |                                                    | Modifica les dades a Wikidata |
|        | Can Planes                              | Santa Maria de Palautordera | edifici      |                                 | 41° 41′ 53″ N, 2° 26′ 36″ E / 41.69797°N,2.4433°E                                                           | bé cultural d'interès local                |                                                    | Modifica les dades a Wikidata |
|        | Can Roure                               | Santa Maria de Palautordera | edifici      |                                 | 41° 41′ 53″ N, 2° 27′ 00″ E / 41.6981°N,2.45002°E                                                           | bé cultural d'interès local                |                                                    | Modifica les dades a Wikidata |
|        | Can Saleta                              | Santa Maria de Palautordera | edifici      |                                 | 41° 41′ 29″ N, 2° 26′ 31″ E / 41.69125°N,2.442°E ca:Carrer Mas d'en Sala, 12                                | bé cultural d'interès local                |                                                    | Modifica les dades a Wikidata |
|        | Can Vila                                | Santa Maria de Palautordera | edifici      |                                 | 41° 42′ 00″ N, 2° 26′ 07″ E / 41.70005°N,2.4353°E                                                           | bé cultural d'interès local                |                                                    | Modifica les dades a Wikidata |
|        | Escorxador                              | Santa Maria de Palautordera | edifici      | Estil: noucentisme 20th century | 41° 41′ 40″ N, 2° 26′ 55″ E / 41.694467°N,2.44865°E ca:Camí vell de Sant Celoni, 8                          | bé cultural d'interès local                | Escorxador (Santa Maria de Palautordera)           | Modifica les dades a Wikidata |
|        | Esplai                                  | Santa Maria de Palautordera | edifici      | Estil: noucentisme 20th century | 41° 41′ 36″ N, 2° 26′ 47″ E / 41.693282°N,2.446479°E ca:C. Dr Robert, 1 206 msnm                            | bé cultural d'interès local                | Esplai (Santa Maria de Palautordera)               | Modifica les dades a Wikidata |
|        | Germandat de Pagesos                    | Santa Maria de Palautordera | edifici      | 20th century                    | 41° 41′ 37″ N, 2° 26′ 39″ E / 41.693514°N,2.444262°E ca:C. Major, 13-17                                     | bé cultural d'interès local                | Germandat de Pagesos (Santa Maria de Palautordera) | Modifica les dades a Wikidata |
|        | Hotel Xa                                | Santa Maria de Palautordera | edifici      | Estat: enderrocat o destruït    | | bé integrant del patrimoni cultural català |                                                    | Modifica les dades a Wikidata |
|        | Molí de Cal Torrat                      | Santa Maria de Palautordera | edifici      | Estil: arquitectura popular     | | bé cultural d'interès local                |                                                    | Modifica les dades a Wikidata |
|        | Molí de Can Tresserres                  | Santa Maria de Palautordera | edifici      | Estil: arquitectura popular     | | bé integrant del patrimoni cultural català |                                                    | Modifica les dades a Wikidata |
|        | Vi·les Natàlia, Eugènia, Núria i Rosita | Santa Maria de Palautordera | edifici      | Estil: arquitectura popular     | 41° 41′ 23″ N, 2° 26′ 37″ E / 41.68965°N,2.44371°E                                                          | bé cultural d'interès local                |                                                    | Modifica les dades a Wikidata |

## entitat singular de població
| imatge | Nom                               | Ubicat a                    | instància de                                                                   | Detalls  | coordenades                                                                | Protecció | Commons (més fotos) | Dades a WD                    |
| ------ | --------------------------------- | --------------------------- | ------------------------------------------------------------------------------ | -------- | -------------------------------------------------------------------------- | --------- | ------------------- | ----------------------------- |
|        | Sanata                            | Santa Maria de Palautordera | entitat singular de població                                                   | 1095 hab | 41° 40′ 59″ N, 2° 26′ 12″ E / 41.68310094°N,2.43654587°E 258 msnm          |           |                     | Modifica les dades a Wikidata |
|        | Santa Maria de Palautordera       | Santa Maria de Palautordera | entitat singular de població capital municipal ens local històric de Catalunya | 5555 hab | 41° 42′ N, 2° 27′ E / 41.7°N,2.45°E 208 msnm                               |           |                     | Modifica les dades a Wikidata |
|        | el Remei                          | Santa Maria de Palautordera | entitat singular de població                                                   | 501 hab  | 41° 41′ 59″ N, 2° 26′ 21″ E / 41.69977601°N,2.43904471°E 224 msnm          |           |                     | Modifica les dades a Wikidata |
|        | el Virgili el Temple i Ca n'Abril | Santa Maria de Palautordera | entitat singular de població                                                   | 2009 hab | 41° 41′ 27″ N, 2° 28′ 17″ E / 41.690951183374°N,2.4713495343654°E 165 msnm |           |                     | Modifica les dades a Wikidata |
|        | les Barqueres                     | Santa Maria de Palautordera | entitat singular de població                                                   | 834 hab  | 41° 41′ 19″ N, 2° 27′ 13″ E / 41.68858715°N,2.45356084°E 188 msnm          |           |                     | Modifica les dades a Wikidata |

## església
| imatge | Nom                                                | Ubicat a                    | instància de | Detalls                     | coordenades                                                                                                  | Protecció                   | Commons (més fotos)                                    | Dades a WD                    |
| ------ | -------------------------------------------------- | --------------------------- | ------------ | --------------------------- | --- | --------------------------- | ------------------------------------------------------ | ----------------------------- |
|        | Antiga ermita del Remei                            | Santa Maria de Palautordera | església     | Estil: arquitectura popular | 41° 41′ 59″ N, 2° 26′ 18″ E / 41.699655°N,2.438343°E ca:C. Capella de Sant Sebastià - pg. del Remei 224 msnm | bé cultural d'interès local | Antiga Ermita del Remei (Santa Maria de Palautordera)  | Modifica les dades a Wikidata |
|        | capella de Nostra Senyora del Remei                | Santa Maria de Palautordera | església     | Estil: arquitectura barroca | 41° 41′ 59″ N, 2° 26′ 19″ E / 41.6998°N,2.43865°E                                                            | bé cultural d'interès local | Nostra Senyora del Remei (Santa Maria de Palautordera) | Modifica les dades a Wikidata |
|        | església parroquial de Santa Maria de Palautordera | Santa Maria de Palautordera | església     | Estil: arquitectura gòtica  | 41° 41′ 34″ N, 2° 26′ 41″ E / 41.6927°N,2.4448°E                                                             | bé cultural d'interès local | Santa Maria de Santa Maria de Palautordera             | Modifica les dades a Wikidata |

## finestra
| imatge | Nom                                           | Ubicat a                    | instància de | Detalls                                                              | coordenades                                                            | Protecció                   | Commons (més fotos)                                                         | Dades a WD                    |
| ------ | --------------------------------------------- | --------------------------- | ------------ | -------------------------------------------------------------------- | ---------------------------------------------------------------------- | --------------------------- | --------------------------------------------------------------------------- | ----------------------------- |
|        | Finestra de l'habitatge al carrer del Peix, 9 | Santa Maria de Palautordera | finestra     | Estil: arquitectura gòtica arquitectura del Renaixement 17th century | 41° 41′ 34″ N, 2° 26′ 43″ E / 41.692667°N,2.445166°E ca:C. del Peix, 9 | bé cultural d'interès local | Finestra de l'habitatge al carrer del Peix, 9 (Santa Maria de Palautordera) | Modifica les dades a Wikidata |
|        | Finestres de Can Totim                        | Santa Maria de Palautordera | finestra     | Estil: gòtic tardà 16th century                                      | 41° 41′ 35″ N, 2° 26′ 39″ E / 41.692922°N,2.44428°E ca:Pl. Major, 1    | bé cultural d'interès local | Finestres de Can Totim                                                      | Modifica les dades a Wikidata |

## granja
| imatge | Nom                   | Ubicat a                    | instància de | Detalls | coordenades                                                         | Protecció | Commons (més fotos) | Dades a WD                    |
| ------ | --------------------- | --------------------------- | ------------ | ------- | ------------------------------------------------------------------- | --------- | ------------------- | ----------------------------- |
|        | Granja de les Alzines | Santa Maria de Palautordera | granja       |         | 41° 40′ 23″ N, 2° 27′ 27″ E / 41.6730631312436°N,2.45746253516917°E |           |                     | Modifica les dades a Wikidata |
|        | la Granja             | Santa Maria de Palautordera | granja       |         | 41° 40′ 07″ N, 2° 27′ 41″ E / 41.6685876707037°N,2.46152431128655°E |           |                     | Modifica les dades a Wikidata |

## masia
| imatge | Nom                    | Ubicat a                                       | instància de | Detalls                                                      | coordenades                                                                                   | Protecció                   | Commons (més fotos)                                | Dades a WD                    |
| ------ | ---------------------- | ---------------------------------------------- | ------------ | ------------------------------------------------------------ | --------------------------------------------------------------------------------------------- | --------------------------- | -------------------------------------------------- | ----------------------------- |
|        | Ca l'Alcoi             | Santa Maria de Palautordera                    | masia        |                                                              | 41° 41′ 06″ N, 2° 26′ 17″ E / 41.6849400451175°N,2.43799366974498°E                           |                             |                                                    | Modifica les dades a Wikidata |
|        | Ca l'Alzina            | Santa Maria de Palautordera                    | masia        |                                                              | 41° 42′ 04″ N, 2° 26′ 56″ E / 41.7010343297267°N,2.44886256149661°E                           |                             |                                                    | Modifica les dades a Wikidata |
|        | Ca l'Auleda            | Santa Maria de Palautordera                    | masia        | Estil: arquitectura popular                                  | 41° 41′ 38″ N, 2° 27′ 13″ E / 41.693801°N,2.453487°E ca:Camí vell de Sant Celoni 199 msnm     | bé cultural d'interès local | Ca n'Auleda (Santa Maria de Palautordera)          | Modifica les dades a Wikidata |
|        | Ca l'Eloi              | Santa Maria de Palautordera                    | masia        |                                                              | 41° 40′ 53″ N, 2° 26′ 50″ E / 41.6815087144039°N,2.44735912969838°E                           |                             |                                                    | Modifica les dades a Wikidata |
|        | Ca l'Esclatat          | Santa Maria de Palautordera                    | masia        |                                                              | 41° 40′ 18″ N, 2° 27′ 42″ E / 41.6715433039414°N,2.46180000681°E                              |                             |                                                    | Modifica les dades a Wikidata |
|        | Ca l'Oliver            | Santa Maria de Palautordera                    | masia        |                                                              | 41° 41′ 39″ N, 2° 28′ 03″ E / 41.6940699242254°N,2.46756080952548°E                           |                             |                                                    | Modifica les dades a Wikidata |
|        | Ca l'Omet              | Santa Maria de Palautordera                    | masia        |                                                              | 41° 41′ 21″ N, 2° 25′ 52″ E / 41.6892649466601°N,2.43097451619405°E                           |                             |                                                    | Modifica les dades a Wikidata |
|        | Cal Cavaller           | Santa Maria de Palautordera                    | masia        |                                                              | 41° 40′ 49″ N, 2° 28′ 34″ E / 41.680192615878°N,2.47597737048568°E                            |                             |                                                    | Modifica les dades a Wikidata |
|        | Cal Coix               | Santa Maria de Palautordera                    | masia        |                                                              | 41° 41′ 04″ N, 2° 26′ 29″ E / 41.6843078455101°N,2.44133946687385°E                           |                             |                                                    | Modifica les dades a Wikidata |
|        | Cal Fuster de la Serra | Santa Maria de Palautordera                    | masia        |                                                              | 41° 39′ 34″ N, 2° 26′ 44″ E / 41.6595318426171°N,2.44560130761337°E                           |                             |                                                    | Modifica les dades a Wikidata |
|        | Cal Gallo              | Santa Maria de Palautordera                    | masia        |                                                              | 41° 40′ 40″ N, 2° 27′ 34″ E / 41.677864075919°N,2.45940456766213°E                            |                             |                                                    | Modifica les dades a Wikidata |
|        | Cal Gavatx             | Santa Maria de Palautordera                    | masia        |                                                              | 41° 40′ 22″ N, 2° 28′ 12″ E / 41.6726530735615°N,2.46995979976762°E 189 msnm                  |                             | Cal Gavatx (Santa Maria de Palautordera)           | Modifica les dades a Wikidata |
|        | Cal Jaurés             | Santa Maria de Palautordera                    | masia        |                                                              | 41° 41′ 14″ N, 2° 26′ 32″ E / 41.6872307541651°N,2.44228747659791°E                           |                             |                                                    | Modifica les dades a Wikidata |
|        | Cal Joan               | Santa Maria de Palautordera                    | masia        |                                                              | 41° 41′ 12″ N, 2° 27′ 48″ E / 41.6866911659862°N,2.46327189535386°E                           |                             |                                                    | Modifica les dades a Wikidata |
|        | Cal Pastor             | Santa Maria de Palautordera                    | masia        | Estil: arquitectura popular                                  | 41° 41′ 44″ N, 2° 26′ 49″ E / 41.6956°N,2.44707°E                                             | bé cultural d'interès local | Cal Pastor (Santa Maria de Palautordera)           | Modifica les dades a Wikidata |
|        | Cal Porro              | Santa Maria de Palautordera                    | masia        |                                                              | 41° 40′ 54″ N, 2° 27′ 46″ E / 41.6817165667146°N,2.46270047226105°E 173 msnm                  | bé cultural d'interès local | Cal Porro                                          | Modifica les dades a Wikidata |
|        | Cal Rajoler            | Santa Maria de Palautordera                    | masia        |                                                              | 41° 41′ 18″ N, 2° 26′ 14″ E / 41.6882332144726°N,2.43729210294408°E                           |                             |                                                    | Modifica les dades a Wikidata |
|        | Cal Regull             | Santa Maria de Palautordera                    | masia        | Estil: arquitectura popular 16th century                     | 41° 41′ 47″ N, 2° 26′ 15″ E / 41.6964°N,2.43762°E ca:C. Empordà, 30 218 msnm                  | bé cultural d'interès local | Cal Regull                                         | Modifica les dades a Wikidata |
|        | Cal Serrador           | Santa Maria de Palautordera                    | masia        |                                                              | 41° 41′ 02″ N, 2° 26′ 42″ E / 41.6838750312539°N,2.44495983783086°E                           |                             |                                                    | Modifica les dades a Wikidata |
|        | Cal Torrat             | Santa Maria de Palautordera                    | masia        |                                                              | 41° 40′ 48″ N, 2° 28′ 35″ E / 41.6799242190695°N,2.47637603119376°E                           |                             |                                                    | Modifica les dades a Wikidata |
|        | Can Balmes             | Santa Maria de Palautordera                    | masia        | Estil: arquitectura popular                                  | 41° 41′ 45″ N, 2° 27′ 11″ E / 41.695848°N,2.452977°E ca:C. Quarter del Temple 206 msnm        | bé cultural d'interès local | Can Balmes (Santa Maria de Palautordera)           | Modifica les dades a Wikidata |
|        | Can Barceló            | Santa Maria de Palautordera                    | masia        | Estil: arquitectura popular 17th century                     | 41° 41′ 58″ N, 2° 26′ 01″ E / 41.699444°N,2.433611°E ca:Pla del Remei 230 msnm                | bé cultural d'interès local | Can Barceló (Santa Maria de Palautordera)          | Modifica les dades a Wikidata |
|        | Can Batalla            | Santa Maria de Palautordera                    | masia        | Estil: arquitectura popular                                  | 41° 41′ 29″ N, 2° 27′ 59″ E / 41.6915°N,2.46625°E                                             | bé cultural d'interès local |                                                    | Modifica les dades a Wikidata |
|        | Can Boixeda            | Santa Maria de Palautordera                    | masia        |                                                              | 41° 40′ 17″ N, 2° 27′ 21″ E / 41.671497°N,2.455847°E 189 msnm                                 |                             | Can Boixeda (masia de Santa Maria de Palautordera) | Modifica les dades a Wikidata |
|        | Can Boixeres           | Santa Maria de Palautordera                    | masia        |                                                              | 41° 41′ 22″ N, 2° 26′ 13″ E / 41.6894563630771°N,2.43692095157344°E                           |                             |                                                    | Modifica les dades a Wikidata |
|        | Can Bonamic            | Santa Maria de Palautordera                    | masia        | Estil: arquitectura gòtica arquitectura popular 15th century | 41° 41′ 38″ N, 2° 26′ 27″ E / 41.693921°N,2.440868°E ca:Camí de Can Portell, 5                | bé cultural d'interès local | Can Bonamic (Santa Maria de Palautordera)          | Modifica les dades a Wikidata |
|        | Can Bord               | Santa Maria de Palautordera                    | masia        |                                                              | 41° 40′ 14″ N, 2° 27′ 22″ E / 41.6705982630187°N,2.45620986413895°E                           |                             |                                                    | Modifica les dades a Wikidata |
|        | Can Calces             | Santa Maria de Palautordera                    | masia        |                                                              | 41° 40′ 39″ N, 2° 27′ 53″ E / 41.677415491844855°N,2.4647623300552373°E                       |                             | Can Calces                                         | Modifica les dades a Wikidata |
|        | Can Carbonell          | Santa Maria de Palautordera                    | masia        | Estil: arquitectura popular                                  | 41° 41′ 11″ N, 2° 27′ 50″ E / 41.686344°N,2.464022°E                                          | bé cultural d'interès local |                                                    | Modifica les dades a Wikidata |
|        | Can Carrasquet         | Santa Maria de Palautordera                    | masia        |                                                              | 41° 40′ 03″ N, 2° 27′ 17″ E / 41.66739°N,2.4548328055555557°E 223 msnm                        |                             | Can Carrasquet (Santa Maria de Palautordera)       | Modifica les dades a Wikidata |
|        | Can Carrerons          | Santa Maria de Palautordera                    | masia        |                                                              | 41° 40′ 42″ N, 2° 27′ 58″ E / 41.6782824248872°N,2.46604499460399°E                           |                             |                                                    | Modifica les dades a Wikidata |
|        | Can Cervera            | Santa Maria de Palautordera                    | masia        |                                                              | 41° 42′ 02″ N, 2° 26′ 08″ E / 41.7006453967193°N,2.43553737322032°E 229 msnm                  |                             |                                                    | Modifica les dades a Wikidata |
|        | Can Cortès             | Santa Maria de Palautordera                    | masia        |                                                              | 41° 41′ 04″ N, 2° 26′ 46″ E / 41.684527680752°N,2.446169818122°E                              |                             |                                                    | Modifica les dades a Wikidata |
|        | Can Farinetes          | Santa Maria de Palautordera                    | masia        |                                                              | 41° 40′ 14″ N, 2° 27′ 54″ E / 41.6706491514334°N,2.46513503270652°E 169 msnm                  |                             | Can Farinetes (Santa Maria de Palautordera)        | Modifica les dades a Wikidata |
|        | Can Federa la Nova     | Santa Maria de Palautordera                    | masia        |                                                              | 41° 40′ 16″ N, 2° 27′ 14″ E / 41.6711720830332°N,2.45375438031127°E 181 msnm                  |                             | Can Federa la Nova                                 | Modifica les dades a Wikidata |
|        | Can Fober              | Santa Maria de Palautordera                    | masia        |                                                              | 41° 40′ 42″ N, 2° 27′ 41″ E / 41.6782250410982°N,2.46146801075922°E                           |                             |                                                    | Modifica les dades a Wikidata |
|        | Can Fusteret           | Santa Maria de Palautordera                    | masia        |                                                              | 41° 40′ 48″ N, 2° 27′ 43″ E / 41.6798663561005°N,2.46189886814318°E                           |                             |                                                    | Modifica les dades a Wikidata |
|        | Can Garriga            | Santa Maria de Palautordera                    | masia        | Estil: arquitectura popular                                  | 41° 41′ 31″ N, 2° 26′ 58″ E / 41.692048°N,2.449434°E ca:C. Ramón y Cajal, 28 200 msnm         | bé cultural d'interès local | Can Garriga (masia a Santa Maria de Palautordera)  | Modifica les dades a Wikidata |
|        | Can Garsa de Baix      | Santa Maria de Palautordera                    | masia        |                                                              | 41° 40′ 13″ N, 2° 28′ 08″ E / 41.6703243844007°N,2.46890975829405°E 165 msnm                  |                             | Can Garsa de Baix                                  | Modifica les dades a Wikidata |
|        | Can Garsa de Dalt      | Santa Maria de Palautordera                    | masia        |                                                              | 41° 40′ 31″ N, 2° 27′ 31″ E / 41.6753558379866°N,2.45850049504911°E                           |                             |                                                    | Modifica les dades a Wikidata |
|        | Can Gener              | Santa Maria de Palautordera                    | masia        |                                                              | 41° 40′ 35″ N, 2° 27′ 39″ E / 41.676452°N,2.460814°E 200 msnm                                 |                             | Can Gener (Santa Maria de Palautordera)            | Modifica les dades a Wikidata |
|        | Can Guinxau            | Santa Maria de Palautordera                    | masia        |                                                              | 41° 41′ 36″ N, 2° 27′ 12″ E / 41.6934712138116°N,2.45322927273123°E                           |                             |                                                    | Modifica les dades a Wikidata |
|        | Can Jan de Romans      | Santa Maria de Palautordera                    | masia        | Estil: arquitectura popular                                  | 41° 41′ 12″ N, 2° 27′ 48″ E / 41.686764°N,2.463453°E                                          | bé cultural d'interès local |                                                    | Modifica les dades a Wikidata |
|        | Can Jaume              | Santa Maria de Palautordera                    | masia        |                                                              | 41° 40′ 26″ N, 2° 28′ 20″ E / 41.67401773272368°N,2.4723529815673833°E                        |                             | Can Jaume (Santa Maria de Palautordera)            | Modifica les dades a Wikidata |
|        | Can Lleuder            | Santa Maria de Palautordera                    | masia        | Estil: arquitectura popular                                  | 41° 41′ 39″ N, 2° 26′ 17″ E / 41.694276°N,2.437921°E 216 msnm                                 | bé cultural d'interès local | Can Lleuder                                        | Modifica les dades a Wikidata |
|        | Can Martí del Bosc     | Santa Maria de Palautordera                    | masia        |                                                              | 41° 42′ 08″ N, 2° 27′ 04″ E / 41.7023513476353°N,2.45115892739381°E                           | bé cultural d'interès local |                                                    | Modifica les dades a Wikidata |
|        | Can Millars            | Santa Maria de Palautordera                    | masia        |                                                              | 41° 40′ 31″ N, 2° 27′ 18″ E / 41.6751417347269°N,2.45512642564942°E 190 msnm                  |                             | Can Millars (Santa Maria de Palautordera)          | Modifica les dades a Wikidata |
|        | Can Montserrat         | Santa Maria de Palautordera                    | masia        |                                                              | 41° 40′ 09″ N, 2° 27′ 06″ E / 41.6692521782734°N,2.4515722948839°E                            | bé cultural d'interès local |                                                    | Modifica les dades a Wikidata |
|        | Can Net                | Santa Maria de Palautordera                    | masia        | Estil: arquitectura popular                                  | 41° 41′ 33″ N, 2° 26′ 43″ E / 41.692406°N,2.445159°E                                          | bé cultural d'interès local | Masia Can Net (Santa Maria de Palautordera)        | Modifica les dades a Wikidata |
|        | Can Nofre              | Santa Maria de Palautordera                    | masia        |                                                              | 41° 41′ 37″ N, 2° 27′ 40″ E / 41.6936343171243°N,2.46106310039157°E                           |                             |                                                    | Modifica les dades a Wikidata |
|        | Can Pagà               | Santa Maria de Palautordera                    | masia        | Estil: arquitectura popular                                  | 41° 40′ 47″ N, 2° 27′ 13″ E / 41.679783°N,2.453744°E                                          | bé cultural d'interès local | Masia Can Paga (Santa Maria de Palautordera)       | Modifica les dades a Wikidata |
|        | Can Palaus Vell        | Santa Maria de Palautordera                    | masia        |                                                              | 41° 40′ 00″ N, 2° 27′ 44″ E / 41.6665280397719°N,2.46216610540293°E                           | bé cultural d'interès local |                                                    | Modifica les dades a Wikidata |
|        | Can Pau Xic            | Santa Maria de Palautordera                    | masia        |                                                              | 41° 40′ 36″ N, 2° 27′ 39″ E / 41.67657°N,2.46082°E                                            |                             | Can Pau Xic (Santa Maria de Palautordera)          | Modifica les dades a Wikidata |
|        | Can Pelussó            | Santa Maria de Palautordera                    | masia        |                                                              | 41° 40′ 28″ N, 2° 27′ 37″ E / 41.67433026994477°N,2.46019721031189°E                          |                             | Can Pelussó                                        | Modifica les dades a Wikidata |
|        | Can Pere Negre         | Santa Maria de Palautordera                    | masia        |                                                              | 41° 40′ 17″ N, 2° 26′ 57″ E / 41.6714209034602°N,2.44927140621202°E 185 msnm                  |                             | Can Pere Negre (Santa Maria de Palautordera)       | Modifica les dades a Wikidata |
|        | Can Pinell de Pagès    | Santa Maria de Palautordera                    | masia        | Estil: arquitectura popular                                  | 41° 40′ 47″ N, 2° 26′ 46″ E / 41.679693°N,2.446229°E                                          | bé cultural d'interès local |                                                    | Modifica les dades a Wikidata |
|        | Can Ponet              | Santa Maria de Palautordera                    | masia        |                                                              | 41° 40′ 21″ N, 2° 27′ 03″ E / 41.672444°N,2.450783°E                                          |                             | Can Ponet                                          | Modifica les dades a Wikidata |
|        | Can Portell            | Santa Maria de Palautordera                    | masia        |                                                              | 41° 41′ 42″ N, 2° 25′ 57″ E / 41.6950912418598°N,2.43253350439768°E                           | bé cultural d'interès local | Can Portell (Santa Maria de Palautordera)          | Modifica les dades a Wikidata |
|        | Can Porxo              | Santa Maria de Palautordera                    | masia        |                                                              | 41° 41′ 05″ N, 2° 26′ 40″ E / 41.6846105068361°N,2.44431669494665°E                           |                             |                                                    | Modifica les dades a Wikidata |
|        | Can Pou                | Santa Maria de Palautordera                    | masia        | Estil: arquitectura popular 18th century                     | 41° 41′ 46″ N, 2° 25′ 57″ E / 41.696109°N,2.432515°E ca:Pla del Remei 227 msnm                | bé cultural d'interès local | Can Pou (Santa Maria de Palautordera)              | Modifica les dades a Wikidata |
|        | Can Rafelet            | Santa Maria de Palautordera                    | masia        |                                                              | 41° 40′ 35″ N, 2° 28′ 08″ E / 41.6763231867877°N,2.46892051444791°E                           |                             | Can Rafelet                                        | Modifica les dades a Wikidata |
|        | Can Rajoler            | Santa Maria de Palautordera                    | masia        |                                                              | 41° 40′ 23″ N, 2° 26′ 57″ E / 41.673124188450934°N,2.4492055177688603°E                       |                             | Can Rajoler (Santa Maria de Palautordera)          | Modifica les dades a Wikidata |
|        | Can Reüll              | Santa Maria de Palautordera                    | masia        |                                                              | 41° 41′ 49″ N, 2° 26′ 17″ E / 41.696911151104°N,2.43812981759783°E                            |                             |                                                    | Modifica les dades a Wikidata |
|        | Can Saiolet            | Llinars del Vallès Santa Maria de Palautordera | masia        |                                                              | 41° 40′ 50″ N, 2° 28′ 28″ E / 41.6806726197965°N,2.47457976134741°E                           |                             |                                                    | Modifica les dades a Wikidata |
|        | Can Sala               | Santa Maria de Palautordera                    | masia        | Estil: arquitectura popular 16th century                     | 41° 41′ 24″ N, 2° 26′ 25″ E / 41.690055°N,2.440409°E ca:C. Mas de Can Sala, 48 211 msnm       | bé cultural d'interès local | Can Sala (Santa Maria de Palautordera)             | Modifica les dades a Wikidata |
|        | Can Segard             | Santa Maria de Palautordera                    | masia        |                                                              | 41° 40′ 38″ N, 2° 27′ 59″ E / 41.6773557306956°N,2.46626890944416°E                           |                             | Can Segard                                         | Modifica les dades a Wikidata |
|        | Can Segarreta          | Santa Maria de Palautordera                    | masia        |                                                              | 41° 40′ 45″ N, 2° 27′ 46″ E / 41.6790960448039°N,2.46281838627346°E                           |                             |                                                    | Modifica les dades a Wikidata |
|        | Can Ta                 | Santa Maria de Palautordera                    | masia        | 16th century                                                 | 41° 42′ 01″ N, 2° 26′ 06″ E / 41.7003539928862°N,2.43489092595872°E ca:Pla del Remei 230 msnm | bé cultural d'interès local | Can Ta                                             | Modifica les dades a Wikidata |
|        | Can Traveria           | Santa Maria de Palautordera                    | masia        |                                                              | 41° 41′ 44″ N, 2° 25′ 15″ E / 41.6955907207327°N,2.42071586365911°E                           |                             |                                                    | Modifica les dades a Wikidata |
|        | Can Tresserres         | Santa Maria de Palautordera                    | masia        |                                                              | 41° 40′ 49″ N, 2° 28′ 45″ E / 41.68030424736719°N,2.479246258735657°E                         | bé cultural d'interès local | Can Tresserres (Santa Maria de Palautordera)       | Modifica les dades a Wikidata |
|        | Can Turró              | Santa Maria de Palautordera                    | masia        | Estil: arquitectura popular                                  | 41° 40′ 56″ N, 2° 28′ 08″ E / 41.6823°N,2.46879°E                                             | bé cultural d'interès local |                                                    | Modifica les dades a Wikidata |
|        | Can Vernedes           | Santa Maria de Palautordera                    | masia        | 16th century                                                 | 41° 41′ 29″ N, 2° 27′ 20″ E / 41.691299°N,2.455659°E ca:C. Quarter del Temple, 9 192 msnm     | bé cultural d'interès local | Can Vernedes (Santa Maria de Palautordera)         | Modifica les dades a Wikidata |
|        | Can Vidrier            | Santa Maria de Palautordera                    | masia        |                                                              | 41° 40′ 36″ N, 2° 27′ 39″ E / 41.67673°N,2.46086°E 200 msnm                                   |                             | Can Vidrier (Santa Maria de Palautordera)          | Modifica les dades a Wikidata |
|        | Can Vila Nou           | Santa Maria de Palautordera                    | masia        |                                                              | 41° 41′ 26″ N, 2° 27′ 12″ E / 41.6904275067632°N,2.45337521365894°E                           |                             |                                                    | Modifica les dades a Wikidata |
|        | Can Xambau             | Santa Maria de Palautordera                    | masia        |                                                              | 41° 40′ 29″ N, 2° 28′ 04″ E / 41.674647°N,2.467756°E 198 msnm                                 |                             | Can Xambau                                         | Modifica les dades a Wikidata |
|        | can Carreres           | Santa Maria de Palautordera                    | masia        | Estil: arquitectura popular                                  | 41° 40′ 53″ N, 2° 28′ 47″ E / 41.681263°N,2.479683°E ca:Dreta de la Tordera 152 msnm          | bé cultural d'interès local | Can Carreres (Santa Maria de Palautordera)         | Modifica les dades a Wikidata |
|        | can Vidal              | Santa Maria de Palautordera                    | masia        | Estil: arquitectura popular 16th century                     | 41° 40′ 50″ N, 2° 27′ 03″ E / 41.680562°N,2.450962°E ca:Carretera BV-5301, km 2,2 212 msnm    | bé cultural d'interès local | Can Vidal (Santa Maria de Palautordera)            | Modifica les dades a Wikidata |
|        | el Pedrenyal Nou       | Santa Maria de Palautordera                    | masia        |                                                              | 41° 40′ 58″ N, 2° 28′ 22″ E / 41.6828797055587°N,2.47268743641015°E                           |                             |                                                    | Modifica les dades a Wikidata |
|        | la Saboneria           | Santa Maria de Palautordera                    | masia        | Estil: modernisme català                                     | 41° 40′ 49″ N, 2° 26′ 55″ E / 41.6803343702412°N,2.44852258999451°E                           | bé cultural d'interès local |                                                    | Modifica les dades a Wikidata |
|        | la Torre d'en Pagès    | Santa Maria de Palautordera                    | masia        |                                                              | 41° 40′ 56″ N, 2° 26′ 51″ E / 41.6823382017199°N,2.44753225854756°E                           |                             |                                                    | Modifica les dades a Wikidata |

## nucli de població
| imatge | Nom                        | Ubicat a                    | instància de      | Detalls | coordenades                                                               | Protecció | Commons (més fotos)        | Dades a WD                    |
| ------ | -------------------------- | --------------------------- | ----------------- | ------- | ------------------------------------------------------------------------- | --------- | -------------------------- | ----------------------------- |
|        | Can Barceló                | Santa Maria de Palautordera | nucli de població |         | 41° 41′ 53″ N, 2° 25′ 32″ E / 41.697937355275°N,2.4256243980929°E         |           |                            | Modifica les dades a Wikidata |
|        | Can Bosc                   | Santa Maria de Palautordera | nucli de població |         | 41° 39′ 53″ N, 2° 27′ 13″ E / 41.664747494404°N,2.4535463839674°E         |           |                            | Modifica les dades a Wikidata |
|        | Can Pagà                   | Santa Maria de Palautordera | nucli de població |         | 41° 40′ 44″ N, 2° 27′ 21″ E / 41.67889°N,2.45596°E                        |           |                            | Modifica les dades a Wikidata |
|        | Pont Trencat i Moixerigues | Santa Maria de Palautordera | nucli de població |         | 41° 40′ 43″ N, 2° 28′ 59″ E / 41.6785137480984°N,2.48315156259°E 160 msnm |           | Pont Trencat i Moixerigues | Modifica les dades a Wikidata |
|        | els Bruguers               | Santa Maria de Palautordera | nucli de població |         | 41° 41′ 12″ N, 2° 26′ 16″ E / 41.6866412588503°N,2.43776257865234°E       |           |                            | Modifica les dades a Wikidata |

## polígon industrial
| imatge | Nom                         | Ubicat a                    | instància de       | Detalls | coordenades                                                         | Protecció | Commons (més fotos) | Dades a WD                    |
| ------ | --------------------------- | --------------------------- | ------------------ | ------- | ------------------------------------------------------------------- | --------- | ------------------- | ----------------------------- |
|        | Zona industrial Can Balmes  | Santa Maria de Palautordera | polígon industrial |         | 41° 41′ 40″ N, 2° 27′ 20″ E / 41.6944905232577°N,2.45544384984836°E |           |                     | Modifica les dades a Wikidata |
|        | Zona industrial Can Batalla | Santa Maria de Palautordera | polígon industrial |         | 41° 41′ 22″ N, 2° 28′ 03″ E / 41.6894123689762°N,2.46737090464264°E |           |                     | Modifica les dades a Wikidata |

## Misc
| imatge | Nom                           | Ubicat a                                | instància de           | Detalls                                          | coordenades                                                                                               | Protecció                                            | Commons (més fotos)                           | Dades a WD                    |
| ------ | ----------------------------- | --------------------------------------- | ---------------------- | ------------------------------------------------ | --- | ---------------------------------------------------- | --------------------------------------------- | ----------------------------- |
|        | Estació de Palautordera       | Santa Maria de Palautordera             | estació de ferrocarril |                                                  | 41° 40′ 19″ N, 2° 27′ 15″ E / 41.67191666666667°N,2.4541666666666666°E 191 msnm                           |                                                      | Palautordera train station                    | Modifica les dades a Wikidata |
|        | Molí del Pedrenyal            | Santa Maria de Palautordera             | molí d'aigua           | Estil: arquitectura popular                      | 41° 40′ 49″ N, 2° 28′ 06″ E / 41.680257°N,2.46835°E                                                       | bé cultural d'interès local                          |                                               | Modifica les dades a Wikidata |
|        | Pont Trencat                  | Santa Maria de Palautordera Sant Celoni | pont                   | Estil: arquitectura popular Travessa: la Tordera | 41° 40′ 47″ N, 2° 29′ 13″ E / 41.6798°N,2.48708°E ca:Pont Trencat                                         | bé cultural d'interès local                          | Pont Trencat (Sant Celoni)                    | Modifica les dades a Wikidata |
|        | Rectoria                      | Santa Maria de Palautordera             | rectoria               | 20th century                                     | 41° 41′ 33″ N, 2° 26′ 41″ E / 41.692476°N,2.444821°E ca:Pl. de Santa Maria, 2                             | bé cultural d'interès local                          | Rectoria (Santa Maria de Palautordera)        | Modifica les dades a Wikidata |
|        | Torre-campanar de Santa Maria | Santa Maria de Palautordera             | castell                | Estil: arquitectura romànica                     | 41° 41′ 34″ N, 2° 26′ 41″ E / 41.6927°N,2.44467°E                                                         | bé d'interès cultural bé cultural d'interès nacional | Castell de Palautordera                       | Modifica les dades a Wikidata |
|        | casa de la Vila               | Santa Maria de Palautordera             | casa consistorial      | Estil: noucentisme 20th century                  | 41° 41′ 35″ N, 2° 26′ 46″ E / 41.692982°N,2.446103°E ca:Pl. de la Vila 206 msnm                           | bé cultural d'interès local                          | Casa de la Vila (Santa Maria de Palautordera) | Modifica les dades a Wikidata |
|        | la Tordera                    | Selva Vallès Oriental Maresme           | curs d'aigua           | Desemboca: mar Mediterrània Llarg: 61.5km        | 41° 48′ 13″ N, 2° 25′ 05″ E / 41.803521°N,2.418014°E 41° 39′ 03″ N, 2° 46′ 39″ E / 41.650939°N,2.777482°E |                                                      | Tordera River                                 | Modifica les dades a Wikidata |